# Були-лакханг
Були-лакханг (дзонг-кэ བ􀰆་ལི།, вайли buli, лат. buli) — буддийский монастырь школы ньингма.
Находится в гевоге Чуммэй в Бумтанге, в центральном Бутане. Лакханг расположен на возвышении над деревней Гьеца, в километре к северу от дороги Тонгса — Джакар.
В монастыре раз в два года проводится праздник (цечу) Буда Мани, после полнолуния 16 числа 1 месяца по тибетскому календарю.
Монастырь находится под попечением общины монахов дзонга Тонгса.

## История
Були-лакханг основал в XV веке Чойинг, ученик Дордже Лингпа (1346—1405). Монастырь был расширен в начале XX века. В 2002—2005 годах монастырь отреставрировали при поддержке американских организаций, которые также провели курс обучения среди окрестных жителей по технологии охраны и сохранения древних памятников. 

## Архитектура
Монастырь построен как двор, закрытый со всех сторон монастырскими строениями. Главный храм Джоканг оборудован на нижнем этаже красивыми колоннами. Помещения трёхэтажэного главного храма и восточной пристройки считаются тремя храмами. В каждом из трёх храмов находится одна из трёх больших статуй Будды — прошлого, настоящего и будущего. Два боковых храма имеют на верхних этажах галереи с уникальными тангками.